# Far tacere il cuore/La ragazza dell'estate
Far tacere il cuore/La ragazza dell'estate è un singolo di  Gilda pubblicato dalla City nel 1972.

## Tracce
1. Far tacere il cuore
2. La ragazza dell'estate